# Biffarius fragilis
Biffarius fragilis is een tienpotigensoort uit de familie van de Callianassidae. De wetenschappelijke naam van de soort is voor het eerst geldig gepubliceerd in 1970 door Biffar.